# الأحزاب السياسية في الولايات المتحدة
يهيمن على الولايات المتحدة حزبان سياسيان رئيسيان. منذ خمسينيات القرن التاسع عشر، أصبح الحزبان هما الحزب الديمقراطي والحزب الجمهوري. يستند نظام الحزبين إلى قوانين، وقواعد حزبية، وأعراف، غير منصوص عليها، على وجه التحديد، في دستور الولايات المتحدة. تظهر وتختفي العديد من الأحزاب الصغيرة، وتفوز أحيانًا بمناصب صغيرة على المستوى الولاياتي والمستوى المحلي. غالبًا ما تكون المناصب المحلية غير حزبية.

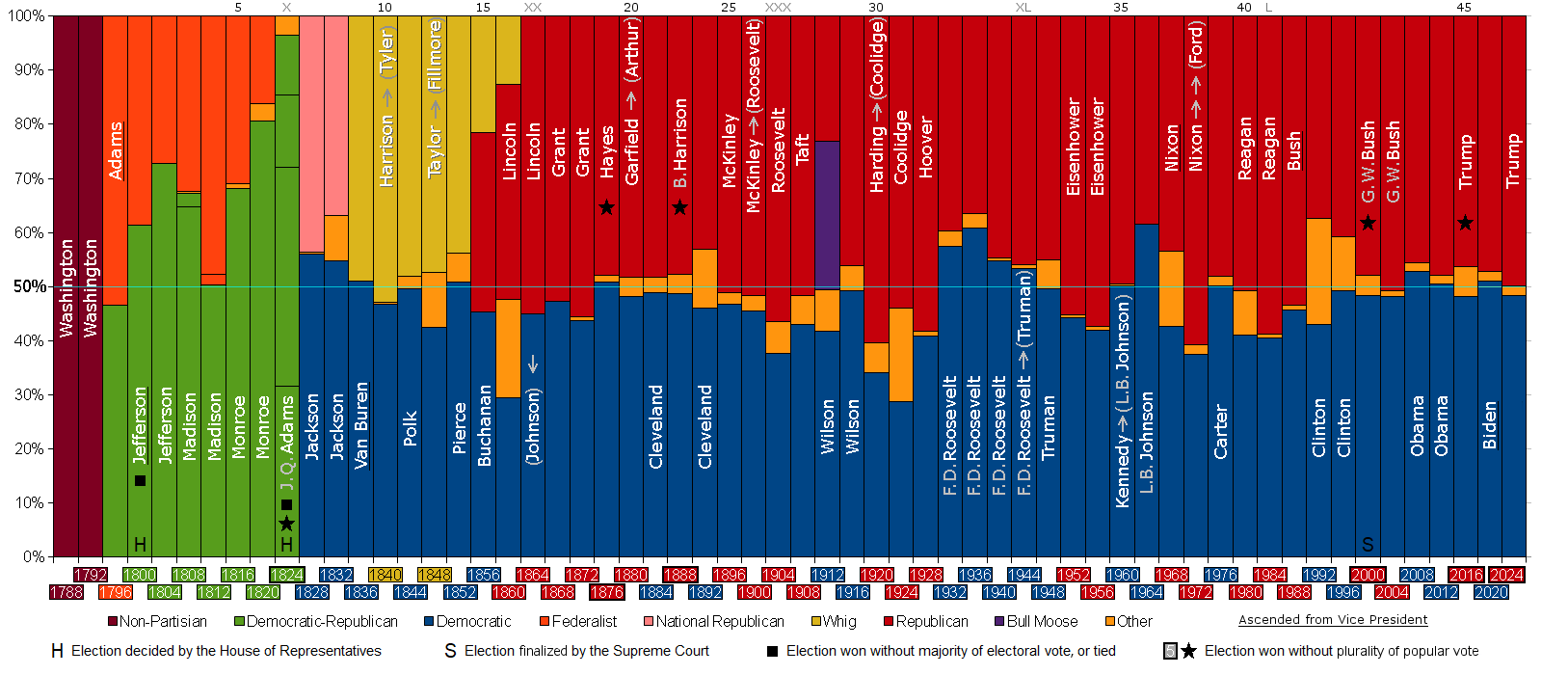

أدت الحاجة إلى كسب التأييد الشعبي في الجمهورية إلى الاختراع الأميركي للأحزاب السياسية القائمة على تصويت الناخبين في تسعينيات القرن الثامن عشر. كان الأمريكيون مبدعين، على نحو خاص، في ابتكار أساليب حملات جديدة ربطت الرأي العام بالسياسة العامة من خلال الأحزاب.
قسم الباحثون السياسيون والمؤرخون تطور نظام الحزبين في الولايات المتحدة إلى خمسة عصور. تألف أول نظام من حزبين، الحزب الفيدرالي الأمريكي الذي أيد التصديق على الدستور، والحزب الجمهوري الديمقراطي أو الحزب المناهض للإدارة (المناهضون للفيدرالية) الذي عارض، من بين آخرين، الحكومة المركزية القوية التي أرساها الدستور عند بدأ سريانه في عام 1789.
يتألف نظام الحزبين الحديث من الحزب الديمقراطي والحزب الجمهوري. تعمل أيضًا العديد من الأحزاب الثالثة في الولايات المتحدة، ومن وقت لآخر تنتخب شخصًا ما لمنصب محلي. يُعد الحزب الليبرتاري الأمريكي هو أكبر حزب ثالث منذ ثمانينيات القرن العشرين.
يهيمن الحزب الديمقراطي والحزب الجمهوري على نظام الأحزاب السياسية الحديث في الولايات المتحدة. فاز هذان الحزبان في كل انتخابات رئاسية في الولايات المتحدة منذ عام 1852 وسيطرا، إلى حد ما، على كونغرس الولايات المتحدة منذ عام 1856 على الأقل. يُوجد العديد من الأحزاب الصغيرة أو الثالثة. فاز الحزب الليبرتاري الأمريكي وحزب الخضر الأمريكي، وحزاب الإصلاح والأحزاب المستقلة والأحزاب الأخرى بالانتخابات على مر التاريخ على مستويات مختلفة، ولكن نجاح تلك الأحزاب لايزال ضئيلًا.
إلى جانب الحزب الدستوري وحزب الخضر الأمريكي والحزب الليبرتاري الأمريكي، تُوجد العديد من الأحزاب السياسية الأخرى التي لا تحصل إلا على الحد الأدنى من الدعم ولا تظهر إلا في بطاقات الاقتراع لولاية واحدة أو بضع ولايات.
يختار بعض المرشحين السياسيين، والعديد من الناخبين، عدم الانتماء إلى حزب سياسي معين. في بعض الولايات، لا يُسمح للمستقلين بالتصويت في الانتخابات الأولية، ولكن يجوز لهم في ولايات أخرى التصويت في أي انتخابات أولية يختارونها. على الرغم من استخدام مصطلح «مستقل» كمرادف لمصطلح «معتدل» أو «وسطي» أو «ناخب متأرجح» للإشارة إلى سياسي أو ناخب لديه وجهات نظر تتضمن جوانب من الأيديولوجيات الليبرالية والمحافظة على حد سواء، فإن معظم من يصفون أنفسهم بالمستقلين يؤيدون، على نحو مستمر، أحد الحزبين الرئيسيين عندما يحين وقت التصويت، وذلك وفقًا لموقع شركة فوكس ميديا.
في 6 يوليو 2025م، أعلن المليراردير الأمريكي إيلون ماسك عن إنشاء «حزب أمريكا» وذلك بعد يوم من منشور كتبه على منصة تويتر (إكس) سأل فيه متابعيه عمّا إذا كان ينبغي تأسيس حزب سياسي جديد في الولايات المتحدة.

## التاريخ والأحزاب السياسية المبكرة
لا يتطرق دستور الولايات المتحدة إلى موضوع الأحزاب السياسية. لم يقصد الآباء المؤسسون في الأصل أن تكون السياسة الأميركية حزبية. في الفيديراليست رقم 9 ورقم 10، كتب ألكسندر هاميلتون وجيمس ماديسون، على التوالي، عن مخاطر الفصائل السياسية المحلية. بالإضافة إلى ذلك، لم يكن الرئيس الأول للولايات المتحدة، جورج واشنطن، عضوًا في أي حزب سياسي وقت انتخابه أو طوال فترة ولايته كرئيس للولايات المتحدة. علاوة على ذلك، أعرب عن أمله في عدم تشكيل أحزاب سياسية لاحقًا، خوفًا من النزاع والركود، على النحو المبين في خطاب وداعه.
رغم ذلك، ظهرت بدايات نظام الحزبين الأمريكي عبر دائرة جورج واشنطن المباشرة من المستشارين. انتهى هاملتون وماديسون، اللذان كتبا أوراق الفيديراليست سالفة الذكر ضد الفصائل السياسية، إلى أن يكونوا القادة الأساسيين في نظام الأحزاب الناشئة. هيأت معسكرات الفيدراليين المنقسمة، التي صعد فيها هاملتون بوصفه زعيمًا سياسيًا، وقيادة ماديسون وتوماس جيفرسون للجمهوريين الديمقراطيبن، البيئة التي نشأ فيها الانتماء الحزبي، والذي كان ممقوتًا.

## الحزبان الرئيسيان

### الحزب الديمقراطي
الحزب الديمقراطي هو أحد الحزبين السياسيين الرئيسيين في الولايات المتحدة. أسسه أندرو جاكسون ومارتن فان بيورين، في عام 1828، وهو أقدم حزب سياسي قائم على أساس أصوات الناخبين في العالم.
دعم الحزب الديمقراطي عند تأسيسه مجموعة من القضايا تختلف عن تلك التي يدعمها في الوقت الحالي. منذ تأسيسه وحتى منتصف القرن العشرين، كان الحزب الديمقراطي الحزب المهيمن بين البيض الجنوبيين، وبالتالي كان الحزب الأكثر ارتباطًا بالدفاع عن العبودية. مع ذلك، أصبح الحزب الديمقراطي الحزب الأكثر تقدمًا في قضايا الحقوق المدنية، بعد برامج المجتمع العظيم التي أطلقها ليندون جونسون، فاقدين لاحقًا هيمنتهم تدريجيًا في الولايات الجنوبية حتى عام 1996، وهي آخر مرة فازوا فيها بأي ولاية جنوبية.
منذ عام 1912 وضع الحزب الديمقراطي نفسه موضع الحزب الليبرالي فيما يتصل بالقضايا المحلية. شكلت الفلسفة الاقتصادية التي انتهجها فرانكلين روزفلت، والتي أثرت بقوة على الليبرالية الأميركية الحديثة، جزءًا كبيرًا من أجندة الحزب منذ عام 1932. سيطر تحالف الصفقة الجديدة بزعامة روزفلت على البيت الأبيض حتى عام 1968، باستثناء فترتي ولاية الرئيس دوايت أيزنهاور منذ عام 1953 إلى عام 1961. منذ منتصف القرن العشرين، كان الديمقراطيون، على نحو عام، يتبعون سياسة اليسار المعتدل، وهم يدعمون حاليًا العدالة الاجتماعية، والليبرالية الاجتماعية، والاقتصاد المختلط، ودولة الرفاهة الاجتماعية، رغم أن بيل كلينتون وغيره من الديمقراطيين الجدد دفعوا باتجاه التجارة الحرة والنيوليبرالية، وهو ما يُنظَر إليه باعتباره تحولًا تجاه اليمين. يُعد الديمقراطيون هم الأقوى حاليًا في شمال شرق الولايات المتحدة وفي ساحلها الغربي وفي المراكز الحضرية الأميركية الكبرى. يميل الأمريكيون الأفارقة واللاتينيون إلى أن يكونوا ديمقراطيين على نحو غير متناسب، كما هو الحال في ما يخص النقابات العمالية.
في عام 2004، كان الحزب أكبر حزب سياسي، إذ بلغ عدد الناخبين المسجلين فيه 72 مليون ناخبًا (42.6% من أصل 169 مليون ناخب مسجل). على الرغم من أن حزبه خسر انتخابات الرئاسة في عام 2004، إلا أن باراك أوباما أصبح في ما بعد رئيسًا في عام 2009، واستمر في شغل منصب الرئيس حتى يناير 2017. كان أوباما هو الديمقراطي الخامس عشر الذي يتولى المنصب، ومنذ انتخابات التجديد النصفي في عام 2006 وحتى انتخابات التجديد النصفي في عام 2014، كان الحزب الديمقراطي أيضًا هو حزب الأغلبية في مجلس الشيوخ الأمريكي.
تشير مراجعة صحيفة يو إس إيه توداي لعام 2011، لقوائم الناخبين في الولايات، إلى أن عدد الديمقراطيين المسجلين انخفض في 25 ولاية من أصل 28 ولاية (لا تقوم بعض الولايات بتسجيل الناخبين حسب الحزب). خلال هذه الفترة، تراجع أيضًا تسجيل الجمهوريين، مع ارتفاع حالة التصويت المستقل أو حالة بلا تفضيل. مع ذلك، في عام 2011 تقلصت أعداد الديمقراطيين بمقدار 800 ألف، وانخفضت منذ عام 2008 بمقدار 1.7 مليون أو بمقدار 3.9%. في عام 2018، كان الحزب الديمقراطي هو الأضخم في الولايات المتحدة، إذ بلغ عدد أعضائه المسجلين نحو 60 مليون عضوًا.